# Cobi Jones
Cobi N'Gai Jones (Detroit, 16 giugno 1970) è un dirigente sportivo, allenatore di calcio ed ex calciatore statunitense, di ruolo centrocampista, proprietario della squadra di calcio femminile Angel City.

## Carriera

### Club
Ha giocato come centrocampista per il Coventry City, per il Vasco da Gama e per i Los Angeles Galaxy. È il primatista di presenze della nazionale statunitense, avendovi giocato 163 partite condite da 15 gol. Il 19 marzo 2007 ha annunciato di volersi ritirare dal calcio giocato al termine della stagione. La sua ultima partita è stata giocata il 21 ottobre 2007. I Los Angeles Galaxy hanno deciso di ritirare la sua maglia numero 13.

### Allenatore
Dall'8 novembre 2007 all'11 agosto 2008 è stato il vice-allenatore di Ruud Gullit ai Los Angeles Galaxy. Dall'11 al 18 agosto 2008 ha ricoperto la carica di allenatore ad interim della squadra in sostituzione del dimissionario Gullit. Successivamente è tornato a ricoprire il ruolo di vice-allenatore con l'arrivo di Bruce Arena.
Il 19 gennaio 2011 è stato scelto dai nuovi proprietari dei New York Cosmos per affiancare Éric Cantona, nominato nuovo direttore tecnico, nell'opera di rilancio del club.

## Statistiche

### Cronologia presenze e reti in nazionale
| Cronologia completa delle presenze e delle reti in nazionale ― Stati Uniti | Cronologia completa delle presenze e delle reti in nazionale ― Stati Uniti | Cronologia completa delle presenze e delle reti in nazionale ― Stati Uniti | Cronologia completa delle presenze e delle reti in nazionale ― Stati Uniti | Cronologia completa delle presenze e delle reti in nazionale ― Stati Uniti | Cronologia completa delle presenze e delle reti in nazionale ― Stati Uniti | Cronologia completa delle presenze e delle reti in nazionale ― Stati Uniti | Cronologia completa delle presenze e delle reti in nazionale ― Stati Uniti |
| Data                                                                       | Città                                                                      | In casa                                                                    | Risultato                                                                  | Ospiti                                                                     | Competizione                                                               | Reti                                                                       | Note                                                                       |
| -------------------------------------------------------------------------- | -------------------------------------------------------------------------- | -------------------------------------------------------------------------- | -------------------------------------------------------------------------- | -------------------------------------------------------------------------- | -------------------------------------------------------------------------- | -------------------------------------------------------------------------- | -------------------------------------------------------------------------- |
| 3-9-1992                                                                   | Saint John's                                                               | Canada                                                                     | 0 – 2                                                                      | Stati Uniti                                                                | Amichevole                                                                 | -                                                                          | 46’                                                                        |
| 9-10-1992                                                                  | Greensboro                                                                 | Stati Uniti                                                                | 0 – 0                                                                      | Canada                                                                     | Amichevole                                                                 | -                                                                          | 65’                                                                        |
| 15-10-1992                                                                 | Riad                                                                       | Stati Uniti                                                                | 5 – 2                                                                      | Costa d'Avorio                                                             | Coppa re Fahd 1992 - Finale 3º posto                                       | 1                                                                          | 46’                                                                        |
| 30-1-1993                                                                  | Tempe                                                                      | Stati Uniti                                                                | 2 – 2                                                                      | Danimarca                                                                  | Amichevole                                                                 | -                                                                          | 46’                                                                        |
| 6-2-1993                                                                   | Santa Barbara                                                              | Stati Uniti                                                                | 1 – 1                                                                      | Romania                                                                    | Amichevole                                                                 | -                                                                          | 62’                                                                        |
| 13-2-1993                                                                  | Orlando                                                                    | Stati Uniti                                                                | 0 – 1                                                                      | Russia                                                                     | Amichevole                                                                 | -                                                                          | 64’                                                                        |
| 21-2-1993                                                                  | Palo Alto                                                                  | Stati Uniti                                                                | 0 – 0                                                                      | Russia                                                                     | Amichevole                                                                 | -                                                                          | 59’                                                                        |
| 10-3-1993                                                                  | Nagoya                                                                     | Stati Uniti                                                                | 0 – 0                                                                      | Ungheria                                                                   | Kirin Cup                                                                  | -                                                                          | 80’                                                                        |
| 14-3-1993                                                                  | Tokyo                                                                      | Giappone                                                                   | 3 – 1                                                                      | Stati Uniti                                                                | Kirin Cup                                                                  | -                                                                          | 73’                                                                        |
| 23-3-1993                                                                  | San Salvador                                                               | El Salvador                                                                | 2 – 2                                                                      | Stati Uniti                                                                | Amichevole                                                                 | 1                                                                          | 89’                                                                        |
| 25-3-1993                                                                  | Tegucigalpa                                                                | Honduras                                                                   | 4 – 1                                                                      | Stati Uniti                                                                | Amichevole                                                                 | -                                                                          | 83’                                                                        |
| 9-4-1993                                                                   | Riad                                                                       | Arabia Saudita                                                             | 0 – 2                                                                      | Stati Uniti                                                                | Amichevole                                                                 | -                                                                          | 1’                                                                         |
| 17-4-1993                                                                  | Costa Mesa                                                                 | Stati Uniti                                                                | 1 – 1                                                                      | Islanda                                                                    | Amichevole                                                                 | -                                                                          |                                                                            |
| 8-5-1993                                                                   | Miami                                                                      | Stati Uniti                                                                | 1 – 2                                                                      | Colombia                                                                   | Amichevole                                                                 | -                                                                          | 46’                                                                        |
| 23-5-1993                                                                  | Fullerton                                                                  | Stati Uniti                                                                | 0 – 0                                                                      | Bolivia                                                                    | Amichevole                                                                 | -                                                                          | 60’                                                                        |
| 26-5-1993                                                                  | Mission Viejo                                                              | Stati Uniti                                                                | 0 – 0                                                                      | Perù                                                                       | Amichevole                                                                 | -                                                                          | 46’                                                                        |
| 6-6-1993                                                                   | New Haven                                                                  | Stati Uniti                                                                | 0 – 2                                                                      | Brasile                                                                    | US Cup 1993                                                                | -                                                                          | 57’                                                                        |
| 9-6-1993                                                                   | Foxborough                                                                 | Stati Uniti                                                                | 2 – 0                                                                      | Inghilterra                                                                | US Cup 1993                                                                | -                                                                          | 82’                                                                        |
| 13-6-1993                                                                  | Chicago                                                                    | Stati Uniti                                                                | 3 – 4                                                                      | Germania                                                                   | US Cup 1993                                                                | -                                                                          | 78’                                                                        |
| 16-6-1993                                                                  | Ambato                                                                     | Uruguay                                                                    | 1 – 0                                                                      | Stati Uniti                                                                | Coppa America 1993 - 1º turno                                              | -                                                                          |                                                                            |
| 19-6-1993                                                                  | Quito                                                                      | Ecuador                                                                    | 2 – 0                                                                      | Stati Uniti                                                                | Coppa America 1993 - 1º turno                                              | -                                                                          |                                                                            |
| 22-6-1993                                                                  | Quito                                                                      | Stati Uniti                                                                | 3 – 3                                                                      | Venezuela                                                                  | Coppa America 1993 - 1º turno                                              | -                                                                          | 65’                                                                        |
| 10-7-1993                                                                  | Dallas                                                                     | Stati Uniti                                                                | 1 – 0                                                                      | Giamaica                                                                   | Gold Cup 1993 - 1º turno                                                   | -                                                                          |                                                                            |
| 14-7-1993                                                                  | Dallas                                                                     | Stati Uniti                                                                | 2 – 1                                                                      | Panama                                                                     | Gold Cup 1993 - 1º turno                                                   | -                                                                          |                                                                            |
| 21-7-1993                                                                  | Dallas                                                                     | Stati Uniti                                                                | 1 – 0 dts                                                                  | Costa Rica                                                                 | Gold Cup 1993 - Semifinali                                                 | -                                                                          | 65’                                                                        |
| 25-7-1993                                                                  | Città del Messico                                                          | Messico                                                                    | 4 – 0                                                                      | Stati Uniti                                                                | Gold Cup 1993 - Finale                                                     | -                                                                          | 52’                                                                        |
| 31-8-1993                                                                  | Reykjavík                                                                  | Islanda                                                                    | 0 – 1                                                                      | Stati Uniti                                                                | Amichevole                                                                 | -                                                                          |                                                                            |
| 8-9-1993                                                                   | Oslo                                                                       | Norvegia                                                                   | 1 – 0                                                                      | Stati Uniti                                                                | Amichevole                                                                 | -                                                                          |                                                                            |
| 13-10-1993                                                                 | Washington                                                                 | Stati Uniti                                                                | 1 – 1                                                                      | Messico                                                                    | Amichevole                                                                 | 1                                                                          |                                                                            |
| 23-10-1993                                                                 | Bethlehem                                                                  | Stati Uniti                                                                | 0 – 1                                                                      | Ucraina                                                                    | Amichevole                                                                 | -                                                                          |                                                                            |
| 14-11-1993                                                                 | Mission Viejo                                                              | Stati Uniti                                                                | 8 – 1                                                                      | Isole Cayman                                                               | Amichevole                                                                 | -                                                                          |                                                                            |
| 5-12-1993                                                                  | Los Angeles                                                                | Stati Uniti                                                                | 7 – 0                                                                      | El Salvador                                                                | Amichevole                                                                 | -                                                                          |                                                                            |
| 18-12-1993                                                                 | Palo Alto                                                                  | Stati Uniti                                                                | 0 – 3                                                                      | Germania                                                                   | Amichevole                                                                 | -                                                                          |                                                                            |
| 15-1-1994                                                                  | Tempe                                                                      | Stati Uniti                                                                | 2 – 1                                                                      | Norvegia                                                                   | Amichevole                                                                 | 1                                                                          |                                                                            |
| 22-1-1994                                                                  | Fullerton                                                                  | Stati Uniti                                                                | 1 – 1                                                                      | Svizzera                                                                   | Amichevole                                                                 | -                                                                          |                                                                            |
| 29-1-1994                                                                  | Seattle                                                                    | Stati Uniti                                                                | 1 – 1                                                                      | Russia                                                                     | Amichevole                                                                 | -                                                                          | 83’                                                                        |
| 10-2-1994                                                                  | Hong Kong                                                                  | Stati Uniti                                                                | 1 – 1 dts (2 – 4 dtr)                                                      | Danimarca                                                                  | Coppa Carlsberg                                                            | -                                                                          |                                                                            |
| 13-2-1994                                                                  | Hong Kong                                                                  | Stati Uniti                                                                | 1 – 2                                                                      | Romania                                                                    | Coppa Carlsberg                                                            | -                                                                          |                                                                            |
| 18-2-1994                                                                  | Miami                                                                      | Stati Uniti                                                                | 1 – 1                                                                      | Bolivia                                                                    | Joe Robbie Cup                                                             | 1                                                                          |                                                                            |
| 20-2-1994                                                                  | Miami                                                                      | Stati Uniti                                                                | 1 – 3                                                                      | Svezia                                                                     | Joe Robbie Cup                                                             | -                                                                          |                                                                            |
| 12-3-1994                                                                  | Los Angeles                                                                | Stati Uniti                                                                | 1 – 1                                                                      | Corea del Sud                                                              | Amichevole                                                                 | -                                                                          |                                                                            |
| 26-3-1994                                                                  | Dallas                                                                     | Stati Uniti                                                                | 2 – 2                                                                      | Bolivia                                                                    | Amichevole                                                                 | -                                                                          |                                                                            |
| 16-4-1994                                                                  | Jacksonville                                                               | Stati Uniti                                                                | 1 – 1                                                                      | Moldavia                                                                   | Amichevole                                                                 | -                                                                          |                                                                            |
| 20-4-1994                                                                  | Davidson                                                                   | Stati Uniti                                                                | 3 – 0                                                                      | Moldavia                                                                   | Amichevole                                                                 | -                                                                          |                                                                            |
| 24-4-1994                                                                  | Chula Vista                                                                | Stati Uniti                                                                | 1 – 2                                                                      | Islanda                                                                    | Amichevole                                                                 | -                                                                          |                                                                            |
| 30-4-1994                                                                  | Albuquerque                                                                | Stati Uniti                                                                | 0 – 2                                                                      | Cile                                                                       | Amichevole                                                                 | -                                                                          |                                                                            |
| 7-5-1994                                                                   | Fullerton                                                                  | Stati Uniti                                                                | 4 – 0                                                                      | Estonia                                                                    | Amichevole                                                                 | -                                                                          | 83’                                                                        |
| 15-5-1994                                                                  | Fullerton                                                                  | Stati Uniti                                                                | 1 – 0                                                                      | Armenia                                                                    | Amichevole                                                                 | -                                                                          | 74’                                                                        |
| 25-5-1994                                                                  | Piscataway                                                                 | Stati Uniti                                                                | 0 – 0                                                                      | Arabia Saudita                                                             | Amichevole                                                                 | -                                                                          | 46’                                                                        |
| 4-6-1994                                                                   | Pasadena                                                                   | Stati Uniti                                                                | 1 – 0                                                                      | Messico                                                                    | Amichevole                                                                 | -                                                                          | 89’                                                                        |
| 18-6-1994                                                                  | Pontiac                                                                    | Stati Uniti                                                                | 1 – 1                                                                      | Svizzera                                                                   | Mondiali 1994 - 1º turno                                                   | -                                                                          | 81’                                                                        |
| 22-6-1994                                                                  | Pasadena                                                                   | Stati Uniti                                                                | 2 – 1                                                                      | Colombia                                                                   | Mondiali 1994 - 1º turno                                                   | -                                                                          | 66’                                                                        |
| 26-6-1994                                                                  | Pasadena                                                                   | Stati Uniti                                                                | 0 – 1                                                                      | Romania                                                                    | Mondiali 1994 - 1º turno                                                   | -                                                                          | 64’                                                                        |
| 4-7-1994                                                                   | Stanford                                                                   | Brasile                                                                    | 1 – 0                                                                      | Stati Uniti                                                                | Mondiali 1994 - Ottavi di finale                                           | -                                                                          |                                                                            |
| 7-9-1994                                                                   | Londra                                                                     | Inghilterra                                                                | 2 – 0                                                                      | Stati Uniti                                                                | Amichevole                                                                 | -                                                                          |                                                                            |
| 19-10-1994                                                                 | Dharan                                                                     | Arabia Saudita                                                             | 2 – 1                                                                      | Stati Uniti                                                                | Amichevole                                                                 | -                                                                          |                                                                            |
| 25-3-1995                                                                  | Dallas                                                                     | Stati Uniti                                                                | 2 – 2                                                                      | Uruguay                                                                    | Amichevole                                                                 | -                                                                          |                                                                            |
| 22-4-1995                                                                  | Bruxelles                                                                  | Belgio                                                                     | 1 – 0                                                                      | Stati Uniti                                                                | Amichevole                                                                 | -                                                                          |                                                                            |
| 28-5-1995                                                                  | Tampa                                                                      | Stati Uniti                                                                | 1 – 2                                                                      | Costa Rica                                                                 | Amichevole                                                                 | -                                                                          |                                                                            |
| 11-6-1995                                                                  | Foxborough                                                                 | Stati Uniti                                                                | 3 – 2                                                                      | Nigeria                                                                    | US Cup 1995                                                                | 1                                                                          | 46’                                                                        |
| 18-6-1995                                                                  | Washington                                                                 | Stati Uniti                                                                | 4 – 0                                                                      | Messico                                                                    | US Cup 1995                                                                | -                                                                          | 20’                                                                        |
| 25-6-1995                                                                  | Piscataway                                                                 | Stati Uniti                                                                | 0 – 0                                                                      | Colombia                                                                   | US Cup 1995                                                                | -                                                                          | 51’                                                                        |
| 8-7-1995                                                                   | Paysandú                                                                   | Stati Uniti                                                                | 2 – 1                                                                      | Cile                                                                       | Coppa America 1995 - 1º turno                                              | -                                                                          | 77’                                                                        |
| 11-7-1995                                                                  | Paysandú                                                                   | Bolivia                                                                    | 1 – 0                                                                      | Stati Uniti                                                                | Coppa America 1995 - 1º turno                                              | -                                                                          | 30’                                                                        |
| 14-7-1995                                                                  | Paysandú                                                                   | Argentina                                                                  | 0 – 3                                                                      | Stati Uniti                                                                | Coppa America 1995 - 1º turno                                              | -                                                                          | ?’                                                                         |
| 17-7-1995                                                                  | Paysandú                                                                   | Stati Uniti                                                                | 0 – 0 dts (4 – 1 dtr)                                                      | Messico                                                                    | Coppa America 1995 - Quarti di finale                                      | -                                                                          | 84’                                                                        |
| 20-7-1995                                                                  | Maldonado                                                                  | Stati Uniti                                                                | 0 – 1                                                                      | Brasile                                                                    | Coppa America 1995 - Semifinale                                            | -                                                                          | 69’                                                                        |
| 22-7-1995                                                                  | Maldonado                                                                  | Colombia                                                                   | 4 – 1                                                                      | Stati Uniti                                                                | Coppa America 1995 - Finale 3º posto                                       | -                                                                          | 63’                                                                        |
| 13-1-1996                                                                  | Anaheim                                                                    | Stati Uniti                                                                | 3 – 2                                                                      | Trinidad e Tobago                                                          | Gold Cup 1996 - 1º turno                                                   | -                                                                          |                                                                            |
| 16-1-1996                                                                  | Anaheim                                                                    | Stati Uniti                                                                | 2 – 0                                                                      | El Salvador                                                                | Gold Cup 1996 - 1º turno                                                   | -                                                                          |                                                                            |
| 18-1-1996                                                                  | Los Angeles                                                                | Stati Uniti                                                                | 0 – 1                                                                      | Brasile                                                                    | Gold Cup 1996 - Semifinale                                                 | -                                                                          |                                                                            |
| 21-1-1996                                                                  | Los Angeles                                                                | Stati Uniti                                                                | 3 – 0                                                                      | Guatemala                                                                  | Gold Cup 1996 - Finale 3º posto                                            | -                                                                          |                                                                            |
| 26-5-1996                                                                  | New Britain                                                                | Stati Uniti                                                                | 2 – 1                                                                      | Scozia                                                                     | Amichevole                                                                 | 1                                                                          |                                                                            |
| 9-6-1996                                                                   | Foxborough                                                                 | Stati Uniti                                                                | 2 – 1                                                                      | Irlanda                                                                    | US Cup 1996                                                                | -                                                                          |                                                                            |
| 12-6-1996                                                                  | Washington                                                                 | Stati Uniti                                                                | 0 – 2                                                                      | Bolivia                                                                    | US Cup 1996                                                                | -                                                                          |                                                                            |
| 16-6-1996                                                                  | Pasadena                                                                   | Stati Uniti                                                                | 2 – 2                                                                      | Messico                                                                    | US Cup 1996                                                                | -                                                                          |                                                                            |
| 30-8-1996                                                                  | Los Angeles                                                                | Stati Uniti                                                                | 3 – 1                                                                      | El Salvador                                                                | Amichevole                                                                 | -                                                                          | 89’                                                                        |
| 3-11-1996                                                                  | Washington                                                                 | Stati Uniti                                                                | 2 – 0                                                                      | Guatemala                                                                  | Qual. Mondiali 1998                                                        | -                                                                          | 73’                                                                        |
| 10-11-1996                                                                 | Richmond                                                                   | Stati Uniti                                                                | 2 – 0                                                                      | Trinidad e Tobago                                                          | Qual. Mondiali 1998                                                        | -                                                                          | 85’                                                                        |
| 24-11-1996                                                                 | Port of Spain                                                              | Trinidad e Tobago                                                          | 0 – 1                                                                      | Stati Uniti                                                                | Qual. Mondiali 1998                                                        | -                                                                          | 52’                                                                        |
| 1-12-1996                                                                  | San José                                                                   | Costa Rica                                                                 | 2 – 1                                                                      | Stati Uniti                                                                | Qual. Mondiali 1998                                                        | 1                                                                          |                                                                            |
| 14-12-1996                                                                 | Palo Alto                                                                  | Stati Uniti                                                                | 2 – 1                                                                      | Costa Rica                                                                 | Qual. Mondiali 1998                                                        | -                                                                          | 81’                                                                        |
| 17-1-1997                                                                  | Los Angeles                                                                | Stati Uniti                                                                | 0 – 1                                                                      | Perù                                                                       | US Cup 1997                                                                | -                                                                          | 78’                                                                        |
| 19-1-1997                                                                  | Pasadena                                                                   | Stati Uniti                                                                | 0 – 2                                                                      | Messico                                                                    | US Cup 1997                                                                | -                                                                          | 35’                                                                        |
| 29-1-1997                                                                  | Kunming                                                                    | Cina                                                                       | 2 – 1                                                                      | Stati Uniti                                                                | Amichevole                                                                 | -                                                                          | 46’                                                                        |
| 1-2-1997                                                                   | Guangzhou                                                                  | Cina                                                                       | 1 – 1                                                                      | Stati Uniti                                                                | Amichevole                                                                 | -                                                                          |                                                                            |
| 2-3-1997                                                                   | Kingston                                                                   | Giamaica                                                                   | 0 – 0                                                                      | Stati Uniti                                                                | Qual. Mondiali 1998                                                        | -                                                                          | 54’                                                                        |
| 23-3-1997                                                                  | San José                                                                   | Costa Rica                                                                 | 3 – 2                                                                      | Stati Uniti                                                                | Qual. Mondiali 1998                                                        | -                                                                          | 85’                                                                        |
| 17-6-1997                                                                  | Jacksonville                                                               | Stati Uniti                                                                | 2 – 1                                                                      | Israele                                                                    | Amichevole                                                                 | -                                                                          | 71’                                                                        |
| 29-6-1997                                                                  | San Salvador                                                               | El Salvador                                                                | 1 – 1                                                                      | Stati Uniti                                                                | Qual. Mondiali 1998                                                        | -                                                                          |                                                                            |
| 7-9-1997                                                                   | Portland                                                                   | Stati Uniti                                                                | 1 – 0                                                                      | Costa Rica                                                                 | Qual. Mondiali 1998                                                        | -                                                                          | 70’                                                                        |
| 3-10-1997                                                                  | Washington                                                                 | Stati Uniti                                                                | 1 – 1                                                                      | Giamaica                                                                   | Qual. Mondiali 1998                                                        | -                                                                          | 57’                                                                        |
| 2-11-1997                                                                  | Città del Messico                                                          | Messico                                                                    | 0 – 0                                                                      | Stati Uniti                                                                | Qual. Mondiali 1998                                                        | -                                                                          | 56’                                                                        |
| 9-11-1997                                                                  | Burnaby                                                                    | Canada                                                                     | 0 – 3                                                                      | Stati Uniti                                                                | Qual. Mondiali 1998                                                        | -                                                                          | 71’                                                                        |
| 16-11-1997                                                                 | Foxborough                                                                 | Stati Uniti                                                                | 4 – 2                                                                      | El Salvador                                                                | Qual. Mondiali 1998                                                        | -                                                                          |                                                                            |
| 24-1-1998                                                                  | Orlando                                                                    | Stati Uniti                                                                | 1 – 0                                                                      | Svezia                                                                     | Amichevole                                                                 | -                                                                          | 46’                                                                        |
| 1-2-1998                                                                   | Oakland                                                                    | Stati Uniti                                                                | 3 – 0                                                                      | Cuba                                                                       | Gold Cup 1998 - 1º turno                                                   | -                                                                          | 72’                                                                        |
| 7-2-1998                                                                   | Oakland                                                                    | Stati Uniti                                                                | 2 – 1                                                                      | Costa Rica                                                                 | Gold Cup 1998 - 1º turno                                                   | -                                                                          |                                                                            |
| 10-2-1998                                                                  | Los Angeles                                                                | Stati Uniti                                                                | 1 – 0                                                                      | Brasile                                                                    | Gold Cup 1998 - Semifinale                                                 | -                                                                          |                                                                            |
| 15-2-1998                                                                  | Los Angeles                                                                | Stati Uniti                                                                | 0 – 1                                                                      | Messico                                                                    | Gold Cup 1998 - Finale                                                     | -                                                                          |                                                                            |
| 21-2-1998                                                                  | Miami                                                                      | Stati Uniti                                                                | 0 – 2                                                                      | Paesi Bassi                                                                | Amichevole                                                                 | -                                                                          | 46’                                                                        |
| 25-2-1998                                                                  | Bruxelles                                                                  | Belgio                                                                     | 2 – 0                                                                      | Stati Uniti                                                                | Amichevole                                                                 | -                                                                          | 63’                                                                        |
| 14-3-1998                                                                  | San Diego                                                                  | Stati Uniti                                                                | 2 – 2                                                                      | Paraguay                                                                   | Amichevole                                                                 | -                                                                          |                                                                            |
| 22-4-1998                                                                  | Vienna                                                                     | Austria                                                                    | 0 – 3                                                                      | Stati Uniti                                                                | Amichevole                                                                 | -                                                                          |                                                                            |
| 16-5-1998                                                                  | San Jose                                                                   | Stati Uniti                                                                | 0 – 0                                                                      | Macedonia                                                                  | Amichevole                                                                 | -                                                                          |                                                                            |
| 30-5-1998                                                                  | Washington                                                                 | Stati Uniti                                                                | 0 – 0                                                                      | Scozia                                                                     | Amichevole                                                                 | -                                                                          |                                                                            |
| 15-6-1998                                                                  | Parigi                                                                     | Germania                                                                   | 2 – 0                                                                      | Stati Uniti                                                                | Mondiali 1998 - 1º turno                                                   | -                                                                          |                                                                            |
| 21-6-1998                                                                  | Lione                                                                      | Stati Uniti                                                                | 1 – 2                                                                      | Iran                                                                       | Mondiali 1998 - 1º turno                                                   | -                                                                          |                                                                            |
| 25-6-1998                                                                  | Nantes                                                                     | Stati Uniti                                                                | 0 – 1                                                                      | Jugoslavia                                                                 | Mondiali 1998 - 1º turno                                                   | -                                                                          |                                                                            |
| 6-11-1998                                                                  | San Jose                                                                   | Stati Uniti                                                                | 0 – 0                                                                      | Australia                                                                  | Amichevole                                                                 | -                                                                          |                                                                            |
| 24-1-1999                                                                  | Santa Cruz                                                                 | Stati Uniti                                                                | 0 – 0                                                                      | Bolivia                                                                    | Amichevole                                                                 | -                                                                          |                                                                            |
| 6-2-1999                                                                   | Jacksonville                                                               | Stati Uniti                                                                | 3 – 0                                                                      | Germania                                                                   | Amichevole                                                                 | -                                                                          | 86’                                                                        |
| 13-3-1999                                                                  | San Diego                                                                  | Stati Uniti                                                                | 1 – 2                                                                      | Messico                                                                    | Amichevole                                                                 | -                                                                          |                                                                            |
| 13-6-1999                                                                  | Washington                                                                 | Stati Uniti                                                                | 1 – 0                                                                      | Argentina                                                                  | Amichevole                                                                 | -                                                                          | 77’                                                                        |
| 24-7-1999                                                                  | Guadalajara                                                                | Nuova Zelanda                                                              | 1 – 2                                                                      | Stati Uniti                                                                | Conf. Cup 1999 - 1º turno                                                  | -                                                                          | 82’                                                                        |
| 28-7-1999                                                                  | Guadalajara                                                                | Brasile                                                                    | 1 – 0                                                                      | Stati Uniti                                                                | Conf. Cup 1999 - 1º turno                                                  | -                                                                          |                                                                            |
| 1-8-1999                                                                   | Città del Messico                                                          | Messico                                                                    | 1 – 0 dts                                                                  | Stati Uniti                                                                | Conf. Cup 1999 - Semifinale                                                | -                                                                          |                                                                            |
| 3-8-1999                                                                   | Guadalajara                                                                | Stati Uniti                                                                | 2 – 0                                                                      | Arabia Saudita                                                             | Conf. Cup 1999 - Finale 3º posto                                           | -                                                                          | 59’                                                                        |
| 16-1-2000                                                                  | Pasadena                                                                   | Stati Uniti                                                                | 1 – 1                                                                      | Iran                                                                       | Amichevole                                                                 | -                                                                          |                                                                            |
| 29-1-2000                                                                  | Coquimbo                                                                   | Cile                                                                       | 1 – 2                                                                      | Stati Uniti                                                                | Amichevole                                                                 | 1                                                                          | 70’                                                                        |
| 12-2-2000                                                                  | Miami                                                                      | Stati Uniti                                                                | 3 – 0                                                                      | Haiti                                                                      | Gold Cup 2000 - 1º turno                                                   | 1                                                                          |                                                                            |
| 16-2-2000                                                                  | Miami                                                                      | Perù                                                                       | 0 – 1                                                                      | Stati Uniti                                                                | Gold Cup 2000 - 1º turno                                                   | 1                                                                          | 78’                                                                        |
| 19-2-2000                                                                  | Miami                                                                      | Stati Uniti                                                                | 2 – 2 dts (1 – 2 dtr)                                                      | Colombia                                                                   | Gold Cup 2000 - Quarti di finale                                           | -                                                                          | 77’                                                                        |
| 12-3-2000                                                                  | Birmingham                                                                 | Stati Uniti                                                                | 1 – 1                                                                      | Tunisia                                                                    | Amichevole                                                                 | -                                                                          | 46’                                                                        |
| 26-4-2000                                                                  | Mosca                                                                      | Russia                                                                     | 2 – 0                                                                      | Stati Uniti                                                                | Amichevole                                                                 | -                                                                          |                                                                            |
| 3-6-2000                                                                   | Washington                                                                 | Stati Uniti                                                                | 4 – 0                                                                      | Sudafrica                                                                  | US Cup 2000                                                                | 2                                                                          | 84’                                                                        |
| 6-6-2000                                                                   | Foxborough                                                                 | Stati Uniti                                                                | 1 – 1                                                                      | Irlanda                                                                    | US Cup 2000                                                                | -                                                                          | 65’                                                                        |
| 11-6-2000                                                                  | East Rutherford                                                            | Stati Uniti                                                                | 3 – 0                                                                      | Messico                                                                    | US Cup 2000                                                                | -                                                                          | 84’                                                                        |
| 16-7-2000                                                                  | Mazatenango                                                                | Guatemala                                                                  | 1 – 1                                                                      | Stati Uniti                                                                | Qual. Mondiali 2002                                                        | -                                                                          | 77’                                                                        |
| 23-7-2000                                                                  | San José                                                                   | Costa Rica                                                                 | 2 – 1                                                                      | Stati Uniti                                                                | Qual. Mondiali 2002                                                        | -                                                                          | 77’                                                                        |
| 16-8-2000                                                                  | Foxborough                                                                 | Stati Uniti                                                                | 7 – 0                                                                      | Barbados                                                                   | Qual. Mondiali 2002                                                        | -                                                                          |                                                                            |
| 3-9-2000                                                                   | Washington                                                                 | Stati Uniti                                                                | 1 – 0                                                                      | Guatemala                                                                  | Qual. Mondiali 2002                                                        | -                                                                          |                                                                            |
| 11-10-2000                                                                 | Columbus                                                                   | Stati Uniti                                                                | 0 – 0                                                                      | Costa Rica                                                                 | Qual. Mondiali 2002                                                        | -                                                                          | 68’                                                                        |
| 15-11-2000                                                                 | Bridgetown                                                                 | Barbados                                                                   | 0 – 4                                                                      | Stati Uniti                                                                | Qual. Mondiali 2002                                                        | 1                                                                          | 51’                                                                        |
| 3-2-2001                                                                   | Miami                                                                      | Stati Uniti                                                                | 0 – 1                                                                      | Colombia                                                                   | Amichevole                                                                 | -                                                                          |                                                                            |
| 28-2-2001                                                                  | Columbus                                                                   | Stati Uniti                                                                | 2 – 0                                                                      | Messico                                                                    | Qual. Mondiali 2002                                                        | -                                                                          |                                                                            |
| 3-3-2001                                                                   | Pasadena                                                                   | Stati Uniti                                                                | 1 – 2                                                                      | Brasile                                                                    | Amichevole                                                                 | -                                                                          | 61’                                                                        |
| 28-3-2001                                                                  | San Pedro Sula                                                             | Honduras                                                                   | 1 – 2                                                                      | Stati Uniti                                                                | Qual. Mondiali 2002                                                        | -                                                                          | 70’ 88’                                                                    |
| 1-7-2001                                                                   | Città del Messico                                                          | Messico                                                                    | 1 – 0                                                                      | Stati Uniti                                                                | Qual. Mondiali 2002                                                        | -                                                                          | 46’                                                                        |
| 1-9-2001                                                                   | Washington                                                                 | Stati Uniti                                                                | 2 – 3                                                                      | Honduras                                                                   | Qual. Mondiali 2002                                                        | -                                                                          |                                                                            |
| 5-9-2001                                                                   | San José                                                                   | Costa Rica                                                                 | 2 – 0                                                                      | Stati Uniti                                                                | Qual. Mondiali 2002                                                        | -                                                                          |                                                                            |
| 7-10-2001                                                                  | Foxborough                                                                 | Stati Uniti                                                                | 2 – 1                                                                      | Giamaica                                                                   | Qual. Mondiali 2002                                                        | -                                                                          | 85’                                                                        |
| 11-11-2001                                                                 | Port of Spain                                                              | Trinidad e Tobago                                                          | 0 – 0                                                                      | Stati Uniti                                                                | Qual. Mondiali 2002                                                        | -                                                                          | 46’                                                                        |
| 9-12-2001                                                                  | Seogwipo                                                                   | Corea del Sud                                                              | 1 – 0                                                                      | Stati Uniti                                                                | Amichevole                                                                 | -                                                                          | 72’                                                                        |
| 20-1-2002                                                                  | Pasadena                                                                   | Stati Uniti                                                                | 2 – 1                                                                      | Corea del Sud                                                              | Gold Cup 2002 - 1º turno                                                   | -                                                                          | 75’                                                                        |
| 22-1-2002                                                                  | Pasadena                                                                   | Cuba                                                                       | 1 – 0                                                                      | Stati Uniti                                                                | Gold Cup 2002 - 1º turno                                                   | -                                                                          |                                                                            |
| 27-1-2002                                                                  | Pasadena                                                                   | Stati Uniti                                                                | 4 – 0                                                                      | El Salvador                                                                | Gold Cup 2002 - Quarti di finale                                           | -                                                                          |                                                                            |
| 30-1-2002                                                                  | Pasadena                                                                   | Canada                                                                     | 0 – 0 dts (2 – 4 dtr)                                                      | Stati Uniti                                                                | Gold Cup 2002 - Semifinale                                                 | -                                                                          | 106’                                                                       |
| 2-2-2002                                                                   | Pasadena                                                                   | Stati Uniti                                                                | 2 – 0                                                                      | Costa Rica                                                                 | Gold Cup 2002 - Finale                                                     | -                                                                          | 84’                                                                        |
| 10-3-2002                                                                  | Birmingham                                                                 | Stati Uniti                                                                | 1 – 0                                                                      | Ecuador                                                                    | Amichevole                                                                 | -                                                                          | 82’                                                                        |
| 27-3-2002                                                                  | Rostock                                                                    | Germania                                                                   | 4 – 2                                                                      | Stati Uniti                                                                | Amichevole                                                                 | -                                                                          | 69’                                                                        |
| 3-4-2002                                                                   | Denver                                                                     | Stati Uniti                                                                | 1 – 0                                                                      | Messico                                                                    | Amichevole                                                                 | -                                                                          | 69’                                                                        |
| 12-5-2002                                                                  | Washington                                                                 | Stati Uniti                                                                | 2 – 1                                                                      | Uruguay                                                                    | Amichevole                                                                 | -                                                                          |                                                                            |
| 19-5-2002                                                                  | Foxborough                                                                 | Stati Uniti                                                                | 0 – 2                                                                      | Paesi Bassi                                                                | Amichevole                                                                 | -                                                                          | 73’                                                                        |
| 5-6-2002                                                                   | Suwon                                                                      | Stati Uniti                                                                | 3 – 2                                                                      | Portogallo                                                                 | Mondiali 2002 - 1º turno                                                   | -                                                                          | 46’                                                                        |
| 14-6-2002                                                                  | Daejeon                                                                    | Polonia                                                                    | 3 – 1                                                                      | Stati Uniti                                                                | Mondiali 2002 - 1º turno                                                   | -                                                                          | 68’                                                                        |
| 17-6-2002                                                                  | Jeonju                                                                     | Messico                                                                    | 0 – 2                                                                      | Stati Uniti                                                                | Mondiali 2002 - Ottavi di finale                                           | -                                                                          | 79’                                                                        |
| 21-6-2002                                                                  | Ulsan                                                                      | Germania                                                                   | 1 – 0                                                                      | Stati Uniti                                                                | Mondiali 2002 - Quarti di finale                                           | -                                                                          | 65’                                                                        |
| 8-5-2003                                                                   | Houston                                                                    | Stati Uniti                                                                | 0 – 0                                                                      | Messico                                                                    | Amichevole                                                                 | -                                                                          | 79’                                                                        |
| 18-8-2004                                                                  | Kingston                                                                   | Giamaica                                                                   | 1 – 1                                                                      | Stati Uniti                                                                | Qual. Mondiali 2006                                                        | -                                                                          | 67’                                                                        |
| 4-9-2004                                                                   | Foxborough                                                                 | Stati Uniti                                                                | 2 – 0                                                                      | El Salvador                                                                | Qual. Mondiali 2006                                                        | -                                                                          | 69’                                                                        |
| 8-9-2004                                                                   | Panama                                                                     | Panama                                                                     | 1 – 1                                                                      | Stati Uniti                                                                | Qual. Mondiali 2006                                                        | 1                                                                          | 56’                                                                        |
| 9-10-2004                                                                  | San Salvador                                                               | El Salvador                                                                | 0 – 2                                                                      | Stati Uniti                                                                | Qual. Mondiali 2006                                                        | -                                                                          | 87’                                                                        |
| Totale                                                                     |                                                                            | Presenze (1º posto)                                                        | 163                                                                        |                                                                            | Reti                                                                       | 15                                                                         |                                                                            |

## Palmarès

### Club

#### Competizioni nazionali
- MLS Supporters' Shield: 2

L.A Galaxy: 1998, 2002
- U.S. Open Cup: 2

L.A Galaxy: 2001, 2005
- Campionato MLS: 2

L.A Galaxy: 2002, 2005

#### Competizioni internazionali
- CONCACAF Champions' Cup: 1

L.A Galaxy: 2000

### Nazionale
- Gold Cup: 1

2002

### Individuale
- U.S. Soccer Athlete of the Year: 1

1998
- MLS Best XI: 1

1998